# Dipseudopsis unguicularis
Dipseudopsis unguicularis är en nattsländeart som beskrevs av Georg Ulmer 1905. Dipseudopsis unguicularis ingår i släktet Dipseudopsis och familjen Dipseudopsidae. Inga underarter finns listade i Catalogue of Life.